# Người tị nạn Palestine

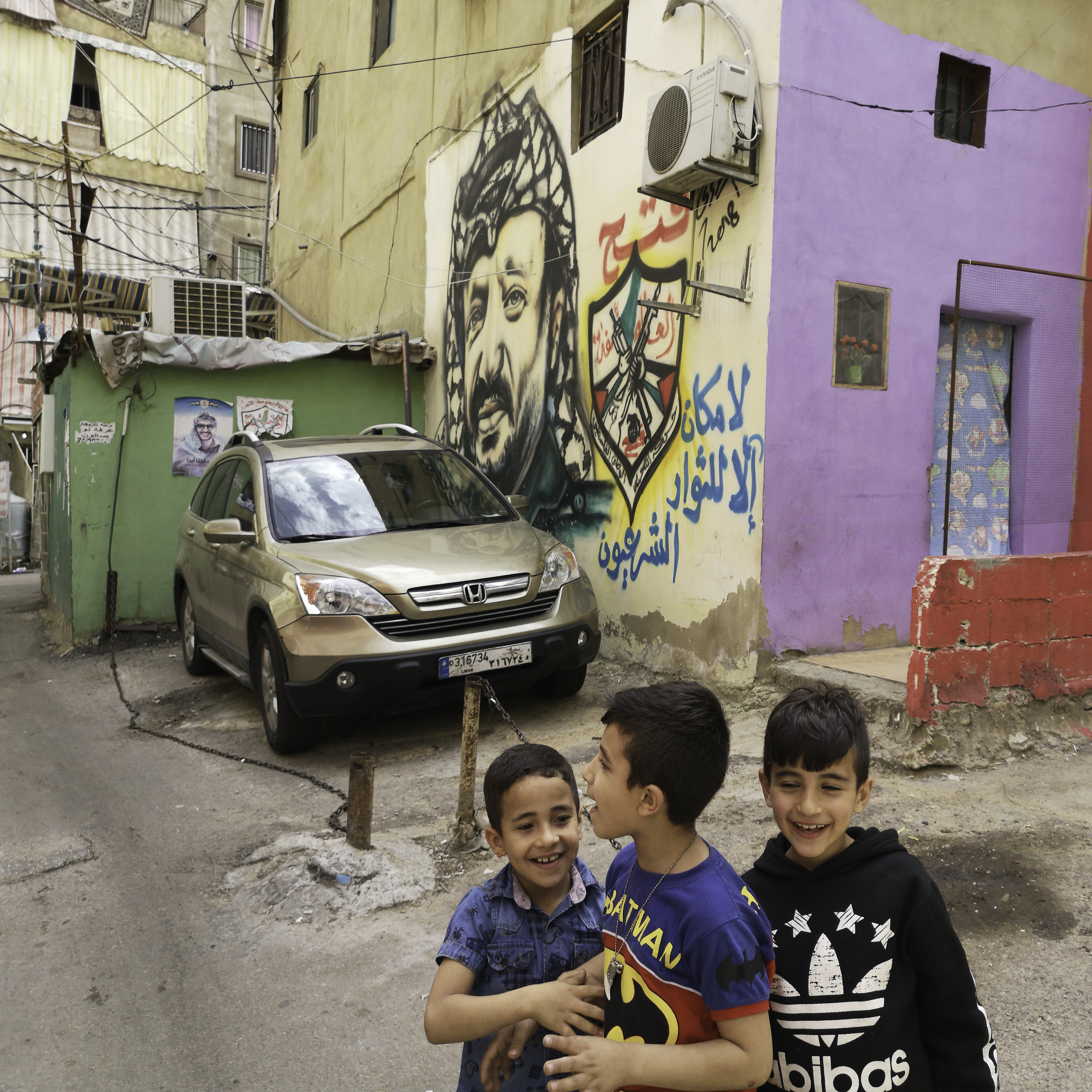
Trẻ em Palestin ở trại tị nạn Shatila

Người tị nạn Palestine (Palestinian refugees) là công dân của nhà nước Palestine và con cháu của họ, những người Palestin (người Pa-le-xtin) khổ hạnh đã chạy trốn hoặc bị Israel cưỡng bức trục xuất khỏi đất nước Palestine của họ trong suốt cuộc Chiến tranh Palestine 1947–1949 (với sự kiện trục xuất và đào tẩu của người Palestine 1948) và Chiến tranh sáu ngày (dẫn đến cuộc di cư của người Palestine năm 1967). Hầu hết những người tị nạn Palestine sống tập trung chen chúc trong 68 trại tị nạn Palestine trên khắp Jordan, Lebanon, Syria, Bờ Tây và Dải Gaza. Sự tị nạn của người Palestin xuất phát từ chủ nghĩa phục quốc Do Thái (chủ nghĩa Xi-ôn) trong lịch sử Do Thái khi người Do Thái lưu vong đã tập hợp với sự hậu thuẫn của Mỹ và phương Tây để chiếm lấy và định cư trên lãnh thổ từng là nơi sinh sống của người Palestine trong lịch sử để thành lập nhà nước Israel vào năm 1948. Năm 2019, ước tính hơn 5,6 triệu người tị nạn Palestine đã được đăng ký với Liên Hợp quốc xem xét.

## Tổng quan

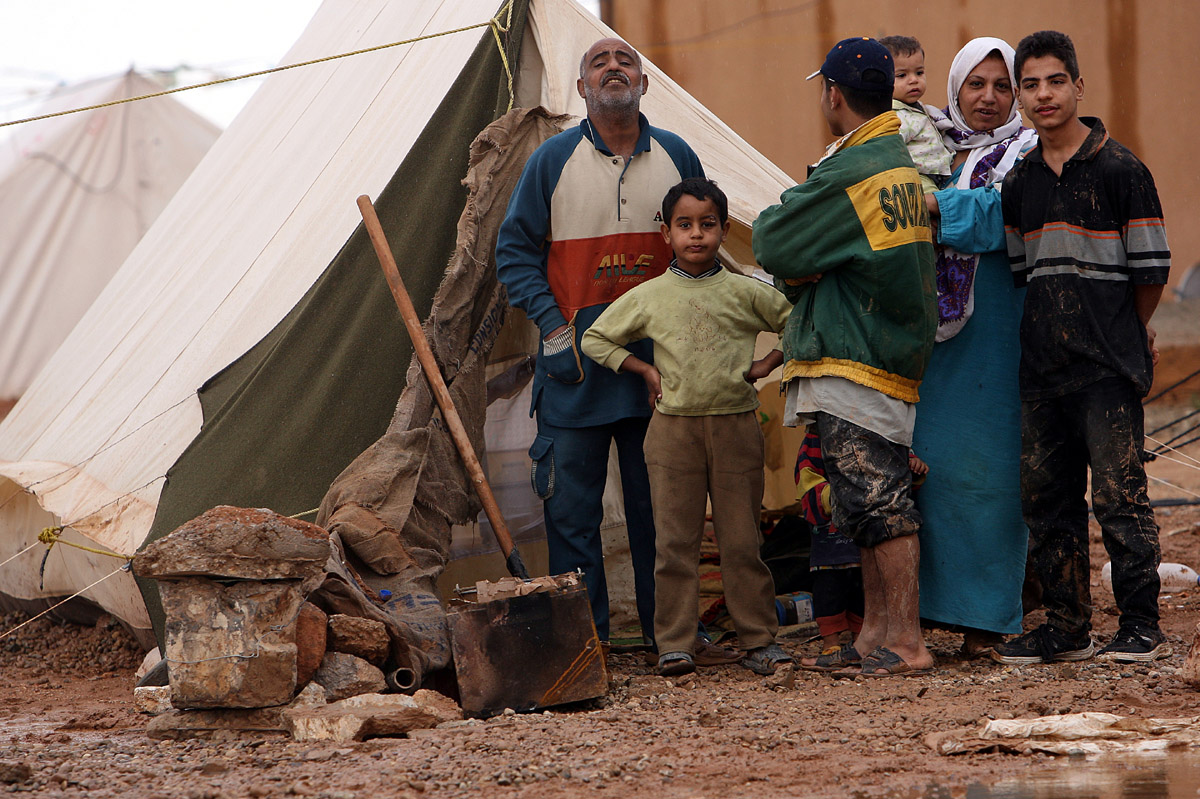
Người tị nạn Palestin sống trong tại tị nạn tại biên giới Jordan

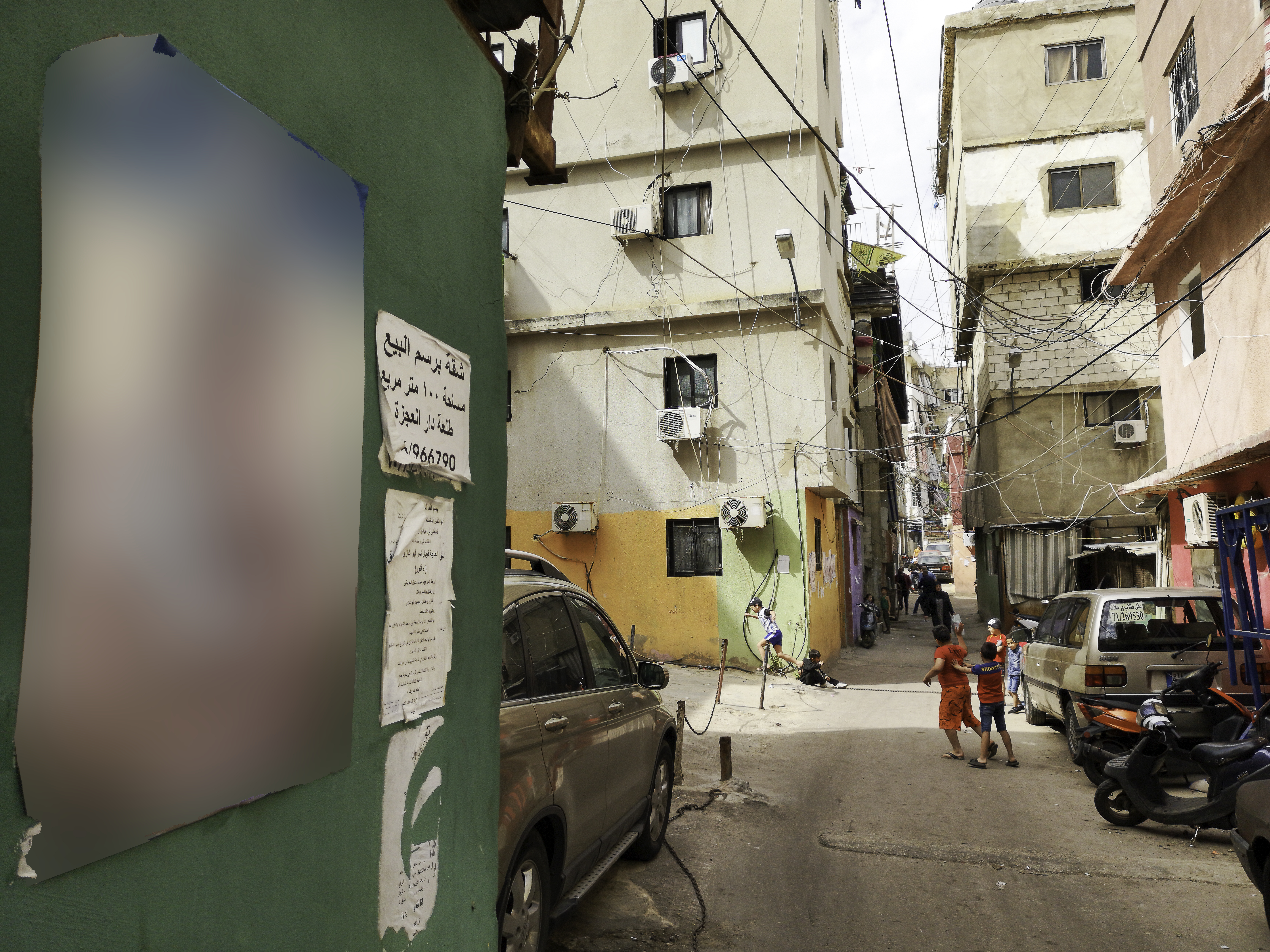
Một khu tị nạn tại Shatila có vẽ hình Chủ tịch Yasser Arafat (Y-át-xơ-A-ra-phát) cũng là người Palestin tị nạn lưu vong, ông từng phát biểu rằng: Tôi chưa có tổ quốc, Việt Nam là tổ quốc của tôi (Phát biểu năm 1970 khi đến thăm Việt Nam trong cuộc chiến tranh Việt Nam)

Năm 1949, Cơ quan Cứu trợ và Việc làm của Liên hợp quốc dành cho Người tị nạn Palestine ở Cận Đông (UNRWA) đã định nghĩa người tị nạn Palestine là để chỉ những người tị nạn Palestine ban đầu cũng như hậu duệ của họ. Tuy nhiên, sự hỗ trợ của UNRWA chỉ giới hạn đối với những người tị nạn Palestine cư trú tại các khu vực hoạt động của UNRWA tại Lãnh thổ Palestine, Lebanon, Jordan và Syria. Tính đến năm 2019, có hơn 5,6 triệu người Palestine đã đăng ký tị nạn với UNRWA, trong đó hơn 1,5 triệu người sống trong các trại do UNRWA điều hành. Tính đến tháng 1 năm 2015, Dải Gaza có diện tích 365 km2 đã có 8 trại tị nạn UNRWA với 560.964 người tị nạn Palestine và tổng cộng 1.276.929 người tị nạn đã đăng ký được ví von thành nhà tù ngoài trời lớn nhất.
Thuật ngữ người tị nạn Palestine không bao gồm người Palestine di tản trong nước, những người đã trở thành công dân Israel hoặc người Do Thái Palestine phải di dời. Theo một số ước tính, có tới 1.050.000–1.380.000 người những người xuất thân từ những người phải di dời ở Palestine bắt buộc không được đăng ký theo quy định của UNRWA hoặc UNHCR. Trong Chiến tranh Palestine 1948, khoảng 700.000 người Ả Rập Palestine hoặc 85% tổng dân số ở vùng đã trở thành Israel chạy trốn hoặc bị trục xuất khỏi nhà của họ, đến Bờ Tây của Jordan, Dải Gaza và tới các quốc gia Lebanon, Cộng hòa Syria và Jordan.
Họ và con cháu của họ, những người cũng có quyền đăng ký, được UNWRA hỗ trợ trong 59 trại đã đăng ký, 10 trại trong số đó được thành lập sau Chiến tranh sáu ngày năm 1967 để đối phó với làn sóng người Palestine di dời mới. Người tị nạn Palestine cũng là nhóm người tị nạn bất ổn lâu đời nhất trên thế giới, họ nằm dưới sự quản lý liên tục của các quốc gia Ả Rập sau cuộc chiến tranh Ả Rập-Israel năm 1948, những nhóm người tị nạn ở Bờ Tây dưới sự quản lý của Israel kể từ Chiến tranh Sáu ngày và chính quyền Palestine kể từ năm 1994, và những người sống ở Dải Gaza thì do Phong trào Kháng chiến Hồi giáo (Hamas) quản lý kể từ năm 2007. Ngày nay, số lượng người tị nạn lớn nhất, hơn 2.000.000 người sống ở Jordan, nơi mà đến năm 2009 đã có hơn 90% người tị nạn Palestine đã đăng ký UNWRA đã có đầy đủ quyền công dân. Con số này hầu như chỉ bao gồm những người Palestine gốc Bờ Tây.
Tuy nhiên, kể từ tháng 12 năm 2021, những người Palestine có nguồn gốc từ Dải Gaza cũng vẫn bị giữ trong tình trạng lấp lửng về mặt pháp lý. Vào năm 2021, chính trị gia Jordan là Jawad Anani ước tính rằng khoảng 50% dân số Jordan có nguồn gốc Bờ Tây–Palestine. Khoảng 2.000.000 người tị nạn khác sống ở Bờ Tây và Dải Gaza, dưới sự chiếm đóng và phong tỏa của Israel. Khoảng 500.000 người tị nạn sống ở mỗi nước Syria và Lebanon, mặc dù trong những hoàn cảnh rất khác nhau. Trong khi những người tị nạn Palestine ở Syria vẫn duy trì tình trạng không quốc tịch, Chính phủ Syria đã trao cho họ những quyền kinh tế và xã hội tương tự như công dân Syria họ cũng được nhập ngũ vào Lực lượng vũ trang Syria mặc dù không phải là công dân Syria.
Quyền công dân hoặc nơi cư trú hợp pháp ở một số quốc gia sở tại bị từ chối, đáng chú ý nhất là đối với người tị nạn Palestine ở Lebanon, nơi mà việc tiếp nhận người Palestine sẽ làm đảo lộn sự cân bằng mong manh. Đối với bản thân những người tị nạn, những tình huống này có nghĩa là họ bị giảm bớt các quyền: không có quyền bầu cử, quyền sở hữu bị hạn chế và khả năng tiếp cận các dịch vụ xã hội, cùng nhiều thứ khác. Vào ngày 11 tháng 12 năm 1948, Đại hội đồng Liên Hợp Quốc đã thảo luận về báo cáo của Bernadotte và thông qua một nghị quyết có nêu "rằng những người tị nạn mong muốn trở về nhà của họ và sống hòa bình với hàng xóm của họ phải được phép làm như vậy vào ngày sớm nhất có thể" và cũng vào ngày 11 tháng 12 năm 1948, Đại hội đồng Liên hợp quốc (UNGA) đã thông qua Nghị quyết của Đại hội đồng Liên hợp quốc số 194 khẳng định quyền trở về của người Palestine về cư trú tại quê nhà của họ trên mảnh đất Palestine.

## Thống kê
Sự gia tăng của số lượng tị nạn Palestine được thể hiện dưới đây:
|                     | 1950    | 1960      | 1970      | 1980      | 1990      | 2000      | 2004      | 2009      | 2018      |
| ------------------- | ------- | --------- | --------- | --------- | --------- | --------- | --------- | --------- | --------- |
| Jordan              | 506,200 | 613,743   | 506,038   | 716,372   | 929,097   | 1,570,192 | 1,758,274 | 1,951,603 | 2,242,579 |
| Lebanon             | 127,600 | 136,561   | 175,958   | 226,554   | 302,049   | 376,472   | 396,890   | 422,188   | 475,075   |
| Syria               | 82,194  | 115,043   | 158,717   | 209,362   | 280,731   | 383,199   | 417,346   | 461,897   | 560,139   |
| Bờ Tây              | –       | –         | 272,692   | 324,035   | 414,298   | 583,009   | 675,670   | 762,820   | 846,465   |
| Dải Gaza            | 198,227 | 255,542   | 311,814   | 367,995   | 496,339   | 824,622   | 938,531   | 1,073,303 | 1,421,282 |
| Tổng số trại tị nạn | 914,221 | 1,120,889 | 1,425,219 | 1,844,318 | 2,422,514 | 3,737,494 | 4,186,711 | 4,671,811 | 5,545,540 |

Số người tị nạn Palestine sống trong khu vực hoạt động đã đăng ký của UNWRA được trình bày dưới đây, gồm cả những người sống trong trại tị nạn và những người sống bên ngoài trại tị nạn:
|      | Người đã đăng ký (người tị nạn và người khác) | Người tị nạn đã đăng ký trong các trại | Tỷ lệ % người tị nạn đã đăng ký trong các trại |
| ---- | --------------------------------------------- | -------------------------------------- | ---------------------------------------------- |
| 1953 | 870,158                                       | 300,785                                | 34.6                                           |
| 1955 | 912,425                                       | 351,532                                | 38.5                                           |
| 1960 | 1,136,487                                     | 409,223                                | 36.0                                           |
| 1965 | 1,300,117                                     | 508,042                                | 39.1                                           |
| 1970 | 1,445,022                                     | 500,985                                | 34.7                                           |
| 1975 | 1,652,436                                     | 551,643                                | 33.4                                           |
| 1980 | 1,863,162                                     | 613,149                                | 32.9                                           |
| 1985 | 2,119,862                                     | 805,482                                | 38.0                                           |
| 1990 | 2,466,516                                     | 697,709                                | 28.3                                           |
| 1995 | 3,246,044                                     | 1,007,375                              | 31.0                                           |
| 2000 | 3,806,055                                     | 1,227,954                              | 32.3                                           |
| 2005 | 4,283,892                                     | 1,265,987                              | 29.6                                           |
| 2010 | 4,966,664                                     | 1,452,790                              | 29.3                                           |
| 2015 | 5,741,480                                     | 1,632,876                              | 28.4                                           |
| 2018 | 6,171,793                                     | 1,728,409                              | 28.0                                           |

Bảng dưới đây cho thấy số lượng người tị nạn đã đăng ký, những người đã đăng ký khác và những người tị nạn cư trú trong các trại vào năm 2018. Định nghĩa của UNRWA về Những người đã đăng ký khác đề cập đến "những người, tại thời điểm đăng ký ban đầu không đáp ứng tất cả các tiêu chí về người tị nạn Palestine của UNRWA, nhưng được xác định là đã phải chịu mất mát và/hoặc khó khăn đáng kể vì những lý do liên quan đến cuộc xung đột năm 1948 ở Palestine", họ cũng bao gồm những người thuộc vào gia đình của những người đã đăng ký khác:
|                                              | Jordan    | Lebanon | Syria   | Bờ Tây    | Dải Gaza  | Tổng cộng |
| -------------------------------------------- | --------- | ------- | ------- | --------- | --------- | --------- |
| Người tị nạn đã đăng ký                      | 2,242,579 | 475,075 | 560,139 | 846,465   | 1,421,282 | 5,545,540 |
| Những người đã đăng ký khác                  | 133,902   | 58,810  | 83,003  | 201,525   | 149,013   | 626,253   |
| Tổng số người đăng ký                        | 2,376,481 | 533,885 | 643,142 | 1,047,990 | 1,570,295 | 6,171,793 |
| Refugees living within official camp borders | 412,054   | 270,614 | 194,993 | 256,758   | 593,990   | 1,728,409 |
| % living within camp borders                 | 18.4%     | 57.0%   | 34.8%   | 30.3%     | 41.8%     | 31.2%     |

## Chú thích

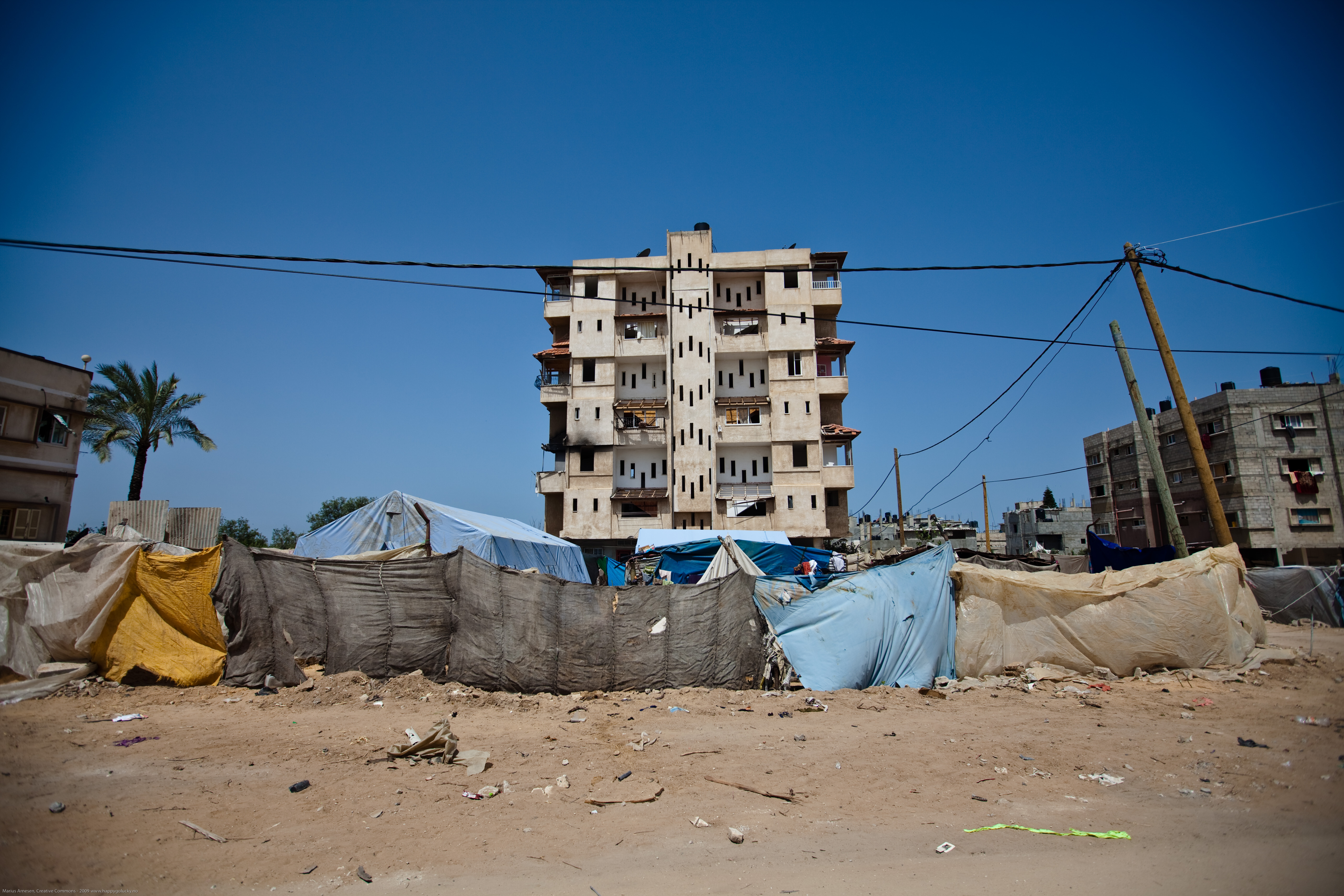
Lều tị nạn của người Palestin ở dải Gaza

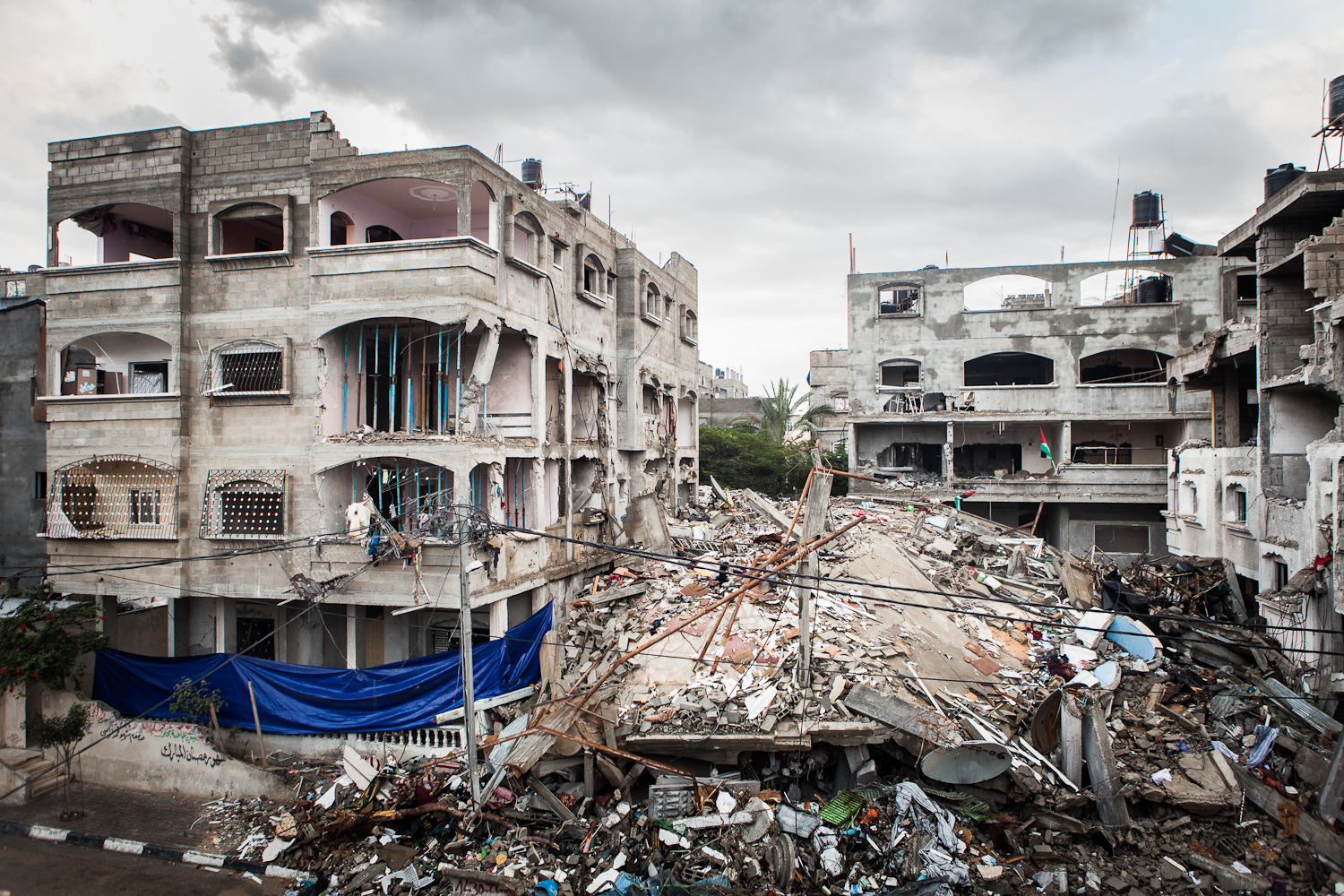
Khu nhà người tị nạn Palestin bị quân đội Israel đánh bom

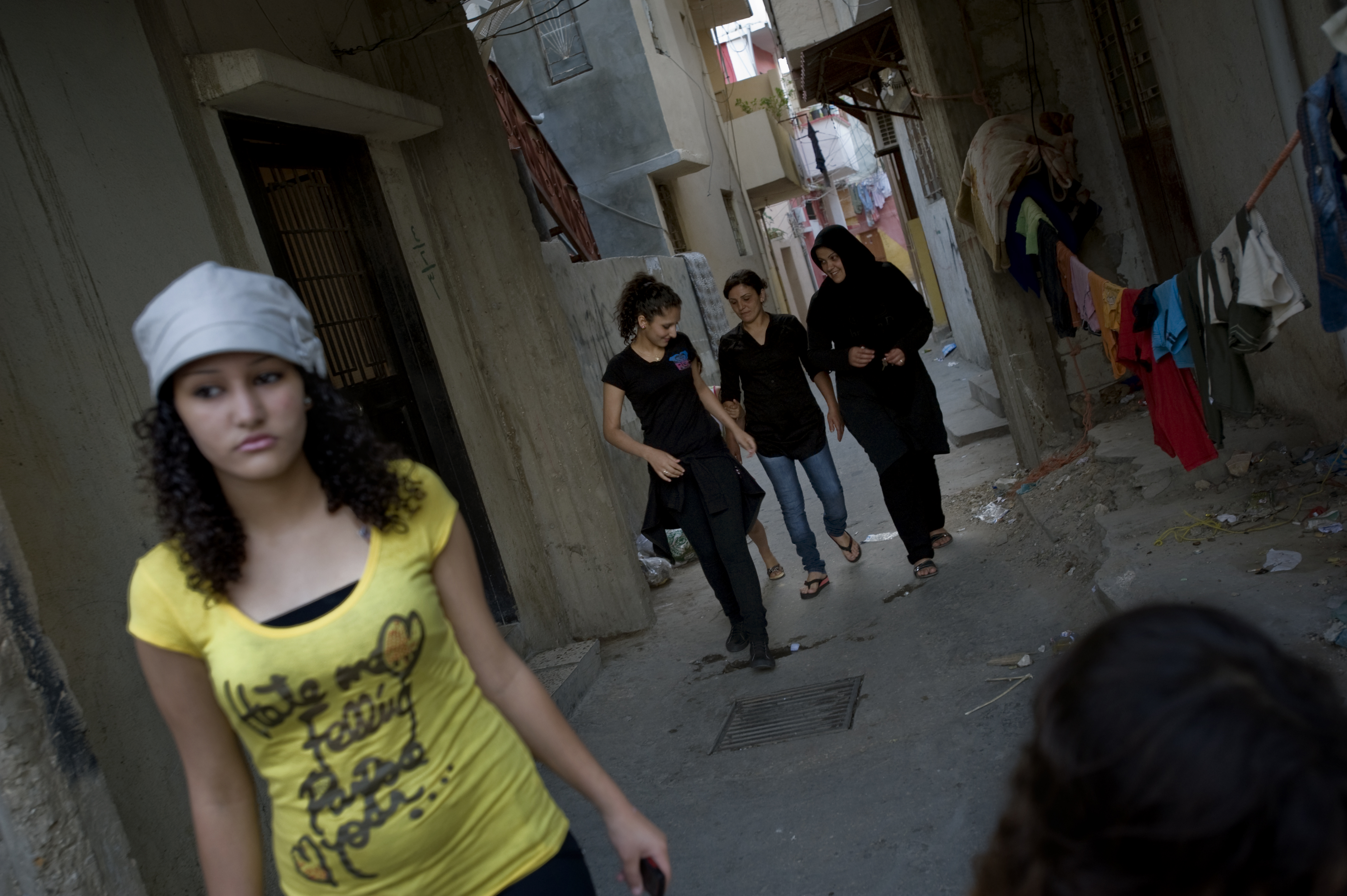
Trại tị nạn tại Li-băng